# ارتفاع فتاة
ارتفاع فتاة هي حركة عالمية من أجل تعليم الفتيات، وتستند بشكل اساسي حول الفيلم الروائي الطويل ارتفاع فتاة في عام 2013.

## الفيلم
تم إنتاج فيلم ارتفاع فتاة من قبل كاتبها كايس فريد، توم يلين وهولي غوردون في وثائقي المجموعة بالشراكة مع بول ألين G. وجودي ألين فولكان للإنتاج. تم إخراجه من قبل المرشح لجائزة الأوسكار ريتشارد إي روبينز، ويعرض رواية آن هاثاواي وكيت بلانشيت وسيلينا غوميز وليام نيسون وبريانكا تشوبرا وتشلوا جريس موريتز وفريدا بينتو وسلمى حايك وميريل ستريب وأليشيا كيز وكيري واشنطن.
يحكي الفيلم قصص تسع فتيات من تسع دول: (سيراليون وهايتي وإثيوبيا وأفغانستان وبيرو ومصر ونيبال والهند وكمبوديا). كل فتاة لها قصتها التي كتبها كاتب من بلدها والتي عبر عنها ممثلون مشهورون. تعكس قصصهم نضالهم للتغلب على الحواجز الاجتماعية أو الثقافية. المؤلفون هم لونغ أونغ (كمبوديا)، إدويدج دانتيكات (هايتي) ، مانجوشري ثابا (نيبال)، منى الطحاوي (مصر)، مازا منجيست (إثيوبيا)، سوراي تورابوريفالا (الهند)، ماريا أرانا (بيرو)، أميناتا فورنا (سيراليون)، زارغونا كارغار (أفغانستان). أسماء الفتيات هي: سوخا (كمبوديا)، وادلي (هايتي)، سوما (نيبال)، ياسمين (مصر)، أزميرا (إثيوبيا)، روكسانا (الهند)، سينا (بيرو)، مارياما (سيراليون) وأمينة (أفغانستان).

## التاريخ
أسس صحفيون من المجموعة الوثائقية ارتفاع فتاة كمنظمة وحملة تدعى 10X10. في الأصل، كان فريق الفيلم يأمل في تكوين عشر فتيات من عشر دول، ولكن استقروا لتسعة، بسبب قيود الميزانية والوقت.

## المنظمات الشريكة
ارتفاع فتاة في شراكة مع المنظمات غير الحكومية متعددة للتأثير على المجتمعات العالمية: أي جديد يوم كمبوديا، الخطة الدولية، غرفة للقراءة، CARE، شركاء في الصحة، منظمة الرؤية العالمية وفتيات أعلى.